# Estado satélite
Estado satélite é um dos nomes que se dá em política internacional a qualquer Estado, nominalmente independente e reconhecido por outros, que na prática se encontra sujeito ao domínio político ou ideológico de alguma potência.
O termo, em analogia aos corpos celestes que orbitam um maior, foi inicialmente utilizado pela imprensa ocidental para referir-se aos países da Europa Central e Oriental do Pacto de Varsóvia e a Mongólia entre 1924 e 1990, devido a estreita relação desses países com a União Soviética durante a Guerra Fria. Outros países na esfera de influência soviética, como a Coreia do Norte — particularmente nas décadas posteriores à Guerra da Coreia — ou Cuba — especialmente depois que integrar-se ao Comecon — também foram catalogados como satélites da União Soviética nesse contexto. Por sua vez, a imprensa dos estados socialistas costumava usar definições de similar calibre para referir-se a estados periféricos e aliados dos Estados Unidos e da OTAN.
Em tempos de guerra ou de tensão política, os estados satélite, por vezes servem como um tampão entre um país inimigo e a nação que a exercer controle sobre o satélite.

## Uso do termo pós-Guerra Fria
Alguns comentadores manifestaram preocupação de que as intervenções militares e diplomáticas dos Estados Unidos nos Balcãs e no Médio Oriente e noutros locais possam conduzir, ou talvez já tenham conduzido, à existência de Estados-satélites americanos. William Pfaff advertiu que uma presença americana permanente no Iraque "transformaria o Iraque em um Estado satélite americano". O termo também foi usado no passado para descrever a relação entre o Líbano e a Síria, já que a Síria foi acusada de intervir nos assuntos políticos libaneses. Além disso, Eswatini e Lesoto foram descritos como estados satélites da África do Sul. Na Europa, a Bielorrússia tem sido descrita como um Estado satélite da Federação Russa.